# Kokoszki (Gniezno)
Kokoszki – dzielnica Gniezna położona w południowo-zachodniej części miasta.
Jest jedną z 12 jednostek pomocniczych, wchodzącą w skład Osiedla nr VII Pustachowa-Kokoszki.

## Granice administracyjne
Od północy graniczy z dzielnicą Dalki, od wschodu z dzielnicą Pustachowa, od zachodu ze wsią Mnichowo, od południa ze wsią Gębarzewo. Jest peryferyjną częścią miasta, z zabudową typowo wiejską oraz częściowo willową. Kokoszki przylegają do linii kolejowej nr 281 Gniezno-Oleśnica, a w pobliżu znajdują się zakłady kolejowe i Zakład Karny w Gębarzewie.

## Historia
Dawniej były to dwie odrębne wsie – Kokoszki Stare (niem. Alt Kokoszki) i Kokoszki Nowe (niem. Neu Kokoszki); znajdujące się w powiecie gnieźnieńskim, w rejencji bydgoskiej, w Prowincji Poznańskiej Królestwa Prus.
W czasie II wojny światowej na wzgórzu wznoszącym się nad dzielnicą, wojskowe władze niemieckie umieściły stanowisko obrony przeciwlotniczej (prawdopodobnie 7,5 cm Flak L/60). Do dzisiaj zachowało się 5 betonowych cokołów pod działa oraz 3 schrony amunicyjne.
Dzielnica jest niedokończoną inwestycją mieszkaniową z czasów PRL-u, z licznymi nieużytkami i niebezpiecznymi wykopami, na terenie której miało powstać duże osiedle mieszkaniowe dla kilkunastu tysięcy mieszkańców.

## Ulice
- Aroniowa
- Kokoszki
- Olchowa
- Południowa
- Skalna
- Ugory
- Zacisze